# Saison 2010-2011 des Red Wings de Détroit
 (décembre 202).
Les normes d'accessibilité du Web doivent être respectées sur les articles liés au hockey sur glace.
Les articles possédant ce bandeau sont listés dans la catégorie:Article hockey sur glace non accessible.
Les points d'amélioration suivants sont les cas les plus fréquents :
- Tableaux de données : utiliser les modèles préformatés déjà disponibles ou consulter l'aide ;
- Listes à puces : les listes à puces sont créées grâces aux astérisques. Il ne doit pas y avoir de ligne vide entre deux astérisques ;
- Langue : tout changement de langue doit être signalé grâce au modèle {{langue}} ou au paramètrelangue=quand le modèle {{Lien web}} est utilisé dans les références ;
- Alternative textuelle : toute image doit être accompagnée d'une description sommaire (à ne pas confondre avec la légende).

Voir aussi Wikipédia:Atelier accessibilité/Bonnes pratiques.
Nota : ce bandeau ne concerne pas les problèmes d'accessibilité dus aux modèles utilisés.
Autres saisons
Saison précédente Saison suivante
La saison 2010-2011 des Red Wings de Détroit est la 78e saison de la franchise de hockey sur glace.

## Match préparatoire

### Septembre
| No | Date         | Visiteur              | Heure | Score | Domicile               | Fiche | Aréna                 | Poste de Télévision                   | Poste de Radio |
| -- | ------------ | --------------------- | ----- | ----- | ---------------------- | ----- | --------------------- | ------------------------------------- | -------------- |
| 1  | 22 septembre | Red Wings de Détroit  | 19h00 | 1-5   | Penguins de Pittsburgh | 0-1-0 | Consol Energy Center  | FSN Pittsburgh (HD)                   |                |
| 2  | 24 septembre | Blackhawks de Chicago | 19h00 | 2-3   | Red Wings de Détroit   | 1-1-0 | Joe Louis Arena       | FSN Détroit (HD)                      |                |
| 3  | 25 septembre | Red Wings de Détroit  | 20h00 | 2-4   | Blackhawks de Chicago  | 1-2-0 | United Center         | NHL Network États-Unis (HD), WGN (HD) |                |
| 4  | 26 septembre | Rangers de New York   | 17h00 | 3-5   | Red Wings de Détroit   | 2-2-0 | Joe Louis Arena       | FSN Détroit (HD), MSG (HD)            |                |
| 5  | 29 septembre | Red Wings de Détroit  | 19h00 | 1-5   | Rangers de New York    | 2-3-0 | Madison Square Garden | MSG (HD)                              |                |

### Octobre
| No | Date        | Visiteur               | Heure | Score | Domicile               | Fiche | Aréna             | Poste de Télévision                   | Poste de Radio |
| -- | ----------- | ---------------------- | ----- | ----- | ---------------------- | ----- | ----------------- | ------------------------------------- | -------------- |
| 6  | 1er octobre | Maple Leafs de Toronto | 19h00 | 3-7   | Red Wings de Détroit   | 3-3-0 | Joe Louis Arena   | Leafs TV (HD), FSN Détroit + (HD)     |                |
| 7  | 2 octobre   | Red Wings de Détroit   | 19h00 | 2-4   | Maple Leafs de Toronto | 3-4-0 | Centre Air Canada | NHL Network États-Unis (HD), CBC (HD) |                |
| 8  | 3 octobre   | Penguins de Pittsburgh | 17h00 | 5-2   | Red Wings de Détroit   | 3-5-0 | Joe Louis Arena   | FSN Détroit (HD)                      |                |

## Joueurs

### Effectif 2010-2011

#### Gardiens de but
| Numéro | Nationalité            | Nom            | Attrape | Acquis | Lieu de naissance       |
| ------ | ---------------------- | -------------- | ------- | ------ | ----------------------- |
| 30     | Drapeau du Canada      | Chris Osgood   | G       | 2005   | Peace River (Canada)    |
| 31     | Drapeau du Canada      | Joey MacDonald | G       | 2010   | Peace River (Canada)    |
| 35     | Drapeau des États-Unis | Jimmy Howard   | G       | 2003   | Ogdensburg (États-Unis) |

#### Défenseurs
| Numéro | Nationalité               | Nom                  | Lance | Acquis | Lieu de naissance              |
| ------ | ------------------------- | -------------------- | ----- | ------ | ------------------------------ |
| 4      | Drapeau de la Tchéquie    | Jakub Kindl          | G     | 2005   | Šumperk (République tchèque)   |
| 5      | Drapeau de la Suède       | Nicklas Lidström - C | G     | 1989   | Västerås (Suède)               |
| 23     | Drapeau du Canada         | Brad Stuart          | G     | 2008   | Rocky Mountain House (Alberta) |
| 24     | Drapeau de la Biélorussie | Rouslan Saleï        | G     | 2010   | Minsk (Biélorussie)            |
| 28     | Drapeau des États-Unis    | Brian Rafalski       | D     | 2007   | Dearborn (États-Unis)          |
| 37     | Drapeau des États-Unis    | Doug Janik           | G     | 2009   | Agawam (États-Unis)            |
| 52     | Drapeau de la Suède       | Jonathan Ericsson    | G     | 2002   | Karlskrona (Suède)             |
| 55     | Drapeau de la Suède       | Niklas Kronwall      | G     | 2000   | Stockholm (Suède)              |

#### Attaquants
| Numéro | Nationalité            | Nom                   | Lance | Position | Acquis | Lieu de naissance            |
| ------ | ---------------------- | --------------------- | ----- | -------- | ------ | ---------------------------- |
| 8      | Drapeau des États-Unis | Justin Abdelkader     | G     | AD       | 2005   | Muskegon (États-Unis)        |
| 11     | Drapeau du Canada      | Daniel Cleary         | G     | C/AG/AD  | 2005   | Carbonear (Canada)           |
| 13     | Drapeau de la Russie   | Pavel Datsiouk - A    | G     | C        | 1998   | Iekaterinbourg (Russie)      |
| 17     | Drapeau des États-Unis | Patrick Eaves         | D     | AD       | 2009   | Calgary (Canada)             |
| 20     | Drapeau des États-Unis | Drew Miller           | G     | AG       | 2009   | Dover (États-Unis)           |
| 26     | Drapeau de la Tchéquie | Jiří Hudler           | G     | AG       | 2002   | Olomouc (République tchèque) |
| 33     | Drapeau du Canada      | Kris Draper - A       | G     | C/AG     | 1993   | Toronto (Canada)             |
| 40     | Drapeau de la Suède    | Henrik Zetterberg - A | G     | C/AG     | 1999   | Njurunda (Suède)             |
| 43     | Drapeau du Canada      | Darren Helm           | G     | C        | 2005   | St Andrews (Canada)          |
| 44     | Drapeau du Canada      | Todd Bertuzzi         | G     | AD       | 2009   | Sudbury (Canada)             |
| 51     | Drapeau de la Finlande | Valtteri Filppula     | G     | C/AG     | 2002   | Vantaa (Finlande)            |
| 90     | Drapeau des États-Unis | Mike Modano           | G     | C        | 2010   | Livonia (États-Unis)         |
| 93     | Drapeau de la Suède    | Johan Franzén         | G     | C/AG     | 2004   | Vetlanda (Suède)             |
| 96     | Drapeau de la Suède    | Tomas Holmström       | G     | AD/AG    | 1994   | Piteå (Suède)                |

Remarques : C = capitaine, A = assistant-capitaine.

### Arrivées
| Joueur         | Date              | Contrat | Salaire    | Ancienne franchise     |
| Joey MacDonald | 2 juillet 2010    | 1 an    | 550,000$   | Ducks d'Anaheim        |
| Chris Minard   | 2 juillet 2010    | 2 ans   | 1,050,000$ | Oilers d'Edmonton      |
| Jamie Johnson  | 2 juillet 2010    | 2 ans   | 1,000,000$ | Americans de Rochester |
| Mike Modano    | 3 août 2010       | 1 an    | 1,250,000$ | Stars de Dallas        |
| Ruslan Salei   | 9 août 2010       | 1 an    | 750,000$   | Avalanche du Colorado  |
| Trevor Parkes  | 23 septembre 2010 | 3 ans   | 1,625,000$ | Juniors de Montréal    |

### Départs
| Joueur          | Date            | Contrat | Salaire    | Franchise suivante     |
| Brett Lebda     | 7 juillet 2010  | 2 ans   | 2,900,000$ | Maple Leafs de Toronto |
| Jeremy Williams | 12 juillet 2010 | 1 an    | 515,000$   | Rangers de New York    |
| Andreas Lilja   | 10 octobre 2010 | 1 an    | 600,000$   | Ducks d'Anaheim        |

### Départs au Ballotage
| Joueur         | Date           | Franchise suivante     |
| Mattias Ritola | 5 octobre 2010 | Lightning de Tampa Bay |

## Joueur retiré
- Kirk Maltby

## Prolongation de Contrat
| Joueur            | Contrat | Salaire     |
| Mitchell Callahan | 3 ans   | 1 025 000 $ |
| Mattias Ritola    | 3 ans   | 1 675 000 $ |
| Brendan Smith     | 3 ans   | 2 625 000 $ |
| Nicklas Lidström  | 1 an    | 6 200 000 $ |
| Tomas Holmström   | 2 ans   | 3 750 000 $ |
| Ilari Filppula    | 1 an    | 500 000 $   |
| Todd Bertuzzi     | 2 ans   | 3 875 000 $ |
| Drew Miller       | 1 an    | 650 000 $   |
| Patrick Eaves     | 1 an    | 750 000 $   |
| Derek Meech       | 1 an    | 500 000 $   |
| Sergei Kolosov    | 1 an    | 500 000 $   |
| Darren Helm       | 2 ans   | 1 825 000 $ |
| Jamie Tardif      | 1 an    | 550 000 $   |
| Justin Abdelkader | 2 ans   | 1 575 000 $ |
| Landon Ferraro    | 3 ans   | 2 145 000 $ |
| Louis-Marc Aubry  | 3 ans   | 1 845 000 $ |

## Choix au repêchage
| Ronde | Rang | Joueurs           | Position       | Nationalité        | Équipe junior                                                    |
| 1     | 21   | Riley Sheahan     | Centre         | Canada             | Université Notre-Dame (CCHA)                                     |
| 2     | 51   | Calle Jarnkrok    | Centre         | Suède              | Brynäs IF (Elitserien)                                           |
| 3     | 81   | Louis-Marc Aubry  | Centre         | Canada             | Juniors de Montréal (LHJMQ)                                      |
| 4     | 111  | Teemu Pulkkinen   | Ailier gauche  | Finlande           | Jokerit (SM-liiga)                                               |
| 5     | 141  | Petr Mrazek       | Gardien de but | République tchèque | 67's d'Ottawa (LHO)                                              |
| 6     | 171  | Brooks Macek      | Canada         | Canada             | Americans de Tri-City (LHOu)                                     |
| 7     | 201  | Benjamin Marshall | Défenseur      | États-Unis         | Mahtomedi Senior High School (Minnesota high school boys hockey) |

## Équipes Affiliées
Ligue américaine de hockey : Griffins de Grand Rapids
ECHL : Walleye de Toledo